# Stortjärnen (Älvsby socken, Norrbotten, 731637-170109)
Stortjärnen är en sjö i Älvsbyns kommun i Norrbotten och ingår i Piteälvens huvudavrinningsområde. Sjön har en area på 0,0775 kvadratkilometer och ligger 236 meter över havet. Stortjärnen ligger i Piteälven Natura 2000-område.

## Delavrinningsområde
Stortjärnen ingår i det delavrinningsområde (731857-170502) som SMHI kallar för Ovan Vitbäcken. Medelhöjden är 156 meter över havet och ytan är 28,32 kvadratkilometer. Räknas de 87 avrinningsområdena uppströms in blir den ackumulerade arean 1 406,87 kvadratkilometer. Varjisån som avvattnar avrinningsområdet har biflödesordning 2, vilket innebär att vattnet flödar genom totalt 2 vattendrag innan det når havet efter 92 kilometer. Avrinningsområdet består mestadels av skog (89 procent). Avrinningsområdet har 0,13 kvadratkilometer vattenytor vilket ger det en sjöprocent på 0,5 procent.